# Live at the O2 Apollo Manchester 2017
Live at the O2 Apollo Manchester 2017 è un album live della cantautrice statunitense Anastacia.

## Tracce
Download digitale
1. Army of Me – 3:31 (Christina Aguilera, Jamie Hartman, David Glass, Phil Bentley)
2. Sick and Tired – 4:23 (Anastacia, Dallas Austin, Glen Ballard)
3. Stupid Little Things – 6:10 (Anastacia, Sam Watters, Louis Biancaniello, Michael Biancaniello, Courtney Harrell)
4. Paid My Dues – 3:39 (Anastacia, Greg Lawson, Damon Sharpe, LaMenga Kafi)
5. Cowboys & Kisses – 8:10 (Anastacia, JIVE, Charlie Pennachio)
6. Everything Burns – 5:14 (Ben Moody)
7. Welcome to My Truth – 4:36 (Anastacia, Kara Dioguardi, John Shanks)
8. Lifeline – 3:40 (Jamie Hartman, Phil Bentley, Shelly Peike)
9. Heavy on My Heart – 4:19 (Anastacia, Billy Mann)
10. Pieces of a Dream – 6:00 (Anastacia, Glen Ballard, David Hodges)
11. Who's Gonna Stop the Rain – 4:52 (Evan Rogers, Carl Sturken)
12. You'll Never Be Alone – 6:25 (Anastacia, Sam Watters, Louis Biancaniello)
13. I Belong to You – 5:56 (Anastacia, Eros Ramazzotti, Claudio Guidetti, Kaballà, Kara DioGuardi)
14. Not That Kind – 9:05 (Anastacia, Wil Wheaton, Marvin Young)
15. Why'd You Lie to Me – 9:05 (Anastacia, Damon Sharpe, Greg Lawson, Trey Parker, Damon Butler, Canela Cox)
16. Best of You – 4:38 (Dave Grohl, Taylor Hawkins, Nate Mendel, Chris Shiflett)
17. I'm Outta Love – 6:09 (Anastacia, Sam Watters, Louis Biancaniello)
18. Aria / Left Outside Alone – 5:03 (Anastacia, Dallas Austin, Glen Ballard)
19. One Day in Your Life – 5:14 (Anastacia, Sam Watters, Louis Biancaniello)

Versione fisica (CD 1)
1. Army of Me – 3:31 (Christina Aguilera, Jamie Hartman, David Glass, Phil Bentley)
2. Sick and Tired – 4:23 (Anastacia, Dallas Austin, Glen Ballard)
3. Stupid Little Things – 6:10 (Anastacia, Sam Watters, Louis Biancaniello, Michael Biancaniello, Courtney Harrell)
4. Paid My Dues – 3:39 (Anastacia, Greg Lawson, Damon Sharpe, LaMenga Kafi)
5. Cowboys & Kisses – 8:10 (Anastacia, JIVE, Charlie Pennachio)
6. Everything Burns – 5:14 (Ben Moody)
7. Welcome to My Truth – 4:36 (Anastacia, Kara Dioguardi, John Shanks)
8. Lifeline – 3:40 (Jamie Hartman, Phil Bentley, Shelly Peike)
9. Heavy on My Heart – 4:19 (Anastacia, Billy Mann)
10. Pieces of a Dream – 6:00 (Anastacia, Glen Ballard, David Hodges)

Versione fisica (CD 2)
1. Who's Gonna Stop the Rain – 4:52 (Evan Rogers, Carl Sturken)
2. You'll Never Be Alone – 6:25 (Anastacia, Sam Watters, Louis Biancaniello)
3. I Belong to You – 5:56 (Anastacia, Eros Ramazzotti, Claudio Guidetti, Kaballà, Kara DioGuardi)
4. Not That Kind – 9:05 (Anastacia, Wil Wheaton, Marvin Young)
5. Why'd You Lie to Me – 9:05 (Anastacia, Damon Sharpe, Greg Lawson, Trey Parker, Damon Butler, Canela Cox)
6. Best of You – 4:38 (Dave Grohl, Taylor Hawkins, Nate Mendel, Chris Shiflett)
7. I'm Outta Love – 6:09 (Anastacia, Sam Watters, Louis Biancaniello)
8. Aria / Left Outside Alone – 5:03 (Anastacia, Dallas Austin, Glen Ballard)
9. One Day in Your Life – 5:14 (Anastacia, Sam Watters, Louis Biancaniello)